# Língua crioula da Guiana Francesa
O crioulo da Guiana Francesa (em francês: créole guyanais; em crioulo: kriyòl gwiyannen) é uma língua crioula de base lexical francesa falada como língua materna por cerca de 60.000 mil pessoas na Guiana Francesa e em menor escala no Suriname e no norte do Brasil (Oiapoque). Em linhas gerais, esta língua caracteriza-se pelo vocabulário predominantemente originário do francês combinado com gramática e sintaxe oriundas de idiomas do oeste da África.
Se assemelha ao crioulo antilhano, falado na principalmente na Martinica, em Guadalupe, em Santa Lúcia e na Dominica. Os habitantes das Antilhas Francesas e da Guiana conseguem geralmente se entender ao usar suas respectivas línguas, embora haja notáveis diferenças tanto lexicais quanto gramaticais que podem, por vezes, causar alguma confusão. Essas diferenças se devem a influências maiores ou menores da língua francesa e de outras línguas faladas em solo guianês, como o português brasileiro, o sranantongo (crioulo de base inglesa falado no Suriname) e diversas línguas indígenas (como o waiãpi e o kalin'a) e quilombolas (como a língua ndyuka e o saramacano). É também amplamente utilizado como língua franca na região, que é habitada por grupos étnicos falantes de diversas línguas diferentes.  
Apesar de ser parcialmente inteligível com o crioulo antilhano, é mutuamente ininteligível em relação ao crioulo haitiano e às línguas das quais deriva (francês europeu e línguas africanas).
Não se deve confundir essa língua com o crioulo da Guiana, de base inglesa, falado na próxima Guiana.

## Origens

### Línguas crioulas
Uma língua crioula nasce no contexto de uma comunidade que se tornou tão culturalmente diversificada que não é possível adaptar para o conjunto dessa comunidade nenhuma das várias línguas naturais faladas por cada falante. Contextos deste gênero existiram, por exemplo, durante os descobrimentos portugueses, quando escravos das mais variadas origens eram separados das suas famílias e reunidos aleatoriamente em fazendas e roças coloniais. Estas comunidades tinham várias línguas naturais entre elas e não tinham uma a oportunidade de aprender formalmente a língua do colonizador e desenvolviam um pidgin, isto é, um sistema linguístico rudimentar, com palavras baseadas na língua do colonizador. Este sistema permitia estabelecer uma comunicação mínima quer entre os membros da comunidade, quer entre estes e os colonos.
Quando um pidgin se estabelece numa comunidade multilíngue, pode chegar um momento em que uma geração de crianças dispõe apenas do pidgin para falar entre si. Nesse caso, com o tempo, as novas gerações transformam o pidgin numa verdadeira língua, completada por um vocabulário amplo e um rico sistema gramatical. Essa nova língua natural é o crioulo e as crianças que o criaram são os primeiros falantes nativos desse crioulo. O processo pelo qual se transforma um pidgin em um crioulo é a crioulização.
Dessa forma, esse novo idioma oriundo do contato de duas ou mais línguas cristaliza-se com vocabulário de base (o chamado estrato ou superestrato) com alto percentual de palavras de uma só língua, de um lado; e uma gramática e sintaxe (o substrato) com elementos de uma ou mais línguas envolvidas no processo. 

### Na Guiana Francesa
Na Guiana, o crioulo se desenvolveu a partir do século XVIII, com a intensificação do tráfico de escravos originários de diversas partes da África para as fazendas e engenhos guianenses. Povos provenientes da Guiné, da Nigéria, do Congo e principalmente da então Costa da Mina (que engloba os atuais Costa do Marfim, Gana, Togo e Benim), esses africanos escravizados não possuíam uma língua em comum, nem tinha acesso pleno à língua francesa, idioma dos senhores, mas apenas a algumas palavras e expressões principais. Assim, desenvolveram espontaneamente um pidgin pela necessidade de comunicação, que com o passar dos tempos se desenvolveu e gerou o crioulo da região até a sua forma moderna, com vocabulário (superstrato) proveniente principalmente do francês popular do século XVIII, mas com gramática e sintaxe (substrato) originárias principalmente de cuá, como o acã e o fon, faladas na África Ocidental.
Um exemplo da dicotomia superestrato/substrato é a estrutura verbal do crioulo. Os verbos são provenientes em sua maioria de verbos do francês: palé (fr: parler, "falar"), manjé (fr: manjer, "comer"), dronmi (fr: dormir, "dormir"), alé (fr: aller, "ir"), gadé (fr: régarder, "olhar"), izé (fr: user, "usar"), fè (fr: faire, "fazer"), fen (fr: avoir faim, "ter fome"). Porém, ao contrário do francês, não há conjugação verbal (o verbo é sempre invariável), há diferenciação sintática entre verbos estativos e não-estativos e há o uso de partículas antepostas ao verbo para indicar o modo, tempo e principalmente o aspecto verbal, características típicas de línguas oeste-africanas.

### Léxico
O crioulo da Guiana Francesa é de base lexical francesa, portanto, a maioria do vocabulário é proveniente do francês. No entanto, uma parcela do vocabulário é originária de outros idiomas. São exemplos:
- Do português: kaz ("casa"), kanmza ("camisa"), fika (forma interrogativa do verbo "ser", vindo do verbo "ficar"), kaba ("já" ou "enfim", da expressão "acabar de..."), miyò ("preferir", da expressão "achar melhor...");
- Do espanhol: kréyòl ("crioulo", através do francês "créole"), maron ou mawon ("escravo fugitivo e seus descendentes", também chamados bushinengé ou negros marrons, através da expressão espanhola "cimarrón", "fugitivo");
- Do inglês: chwit ("agradável, legal", de "sweet"), blada ("amigo", de "brother");
- De línguas africanas: dolo ("provérbio", da língua fon), makak ("macaco", do quimbundo), moun ("pessoa" ou "ser humano", do quimbundo "mun-", prefixo que se refere a seres humanos), ka (partícula que marca os aspectos progressivo e habitual dos verbos não-estativos, da língua akan), gangan ("ancestral" ou "os mais velhos", da língua akan), ago ("com licença", da língua fon), annou (partícula marcadora do modo imperativo, da língua balanta);
- De línguas indígenas: Lagwiyann (o artigo definido singular "la", do francês, justaposto a "guyana", "terra de muitas águas" em aruaque), manyòk ("mandioca", "macaxeira", do tupi), maripa (espécie de palmeira). Como no português brasileiro, muitas palavras de origem indígena em crioulo da Guiana Francesa são topônimos, como Oyapòk ("Oiapoque", "casa waiãpi", em língua waiãpi), Kamopi, Kaw e Wanari (municípios guianenses);
- Do sranantongo e de línguas quilombolas: saramaka, pamaka, ndjuka e boni ou aluku (os quatro povos quilombolas habitantes da Guiana Francesa), bushinenge (nome genérico dado aos quilombolas), tenbé (arte tradicional quilombola), gaaman (chefe máximo dos povos quilombolas);
- De outros crioulos de base francesa do Caribe: zouk (gênero musical originário de Martinica e Guadalupe, do crioulo haitiano), dwa ("dever", do crioulo da Martinica)[3]

## Dialetos
Dois dialetos principais do Crioulo da Guiana Francesa podem ser distinguidos: o basileto falado nas cidades do interior, como Makouria, Tonate, Roura, Ouanary e São Jorge do Oiapoque, mais próxima das formas originais do crioulo; e o mesoleto falado na áreas costeiras (Caiena, Rémire e Kourou), mais influenciadas pelo francês e pelos crioulos  antilhano e haitiano. Porém, são ambos mutuamente inteligíveis.

## Status e uso
Sendo um departamento ultramarino da República Francesa (Departement d'Outre Mer - DOM) o francês é a única língua oficial, tendo o crioulo status de língua regional da França. Têm o mesmo status outros seis idiomas indígenas (lokono, kalin'a, teko, wayana, palikur e waiãpi); duas línguas quilombolas: saramacano (falada pelo povo saramaka) e o nenguetongo (falado pelos povos ndyuka, paramaka e boni); e uma língua asiática (a língua hmong). Outras línguas amplamente utilizadas na Guiana Francesa, como crioulo haitiano e o português brasileiro, são consideradas "línguas de imigração" e não têm o status de língua regional.
Como nas ilhas do Caribe, o crioulo é utilizado principalmente no cotidiano, em diálogos com família e amigos, no comércio e no dia-a-dia em geral. O francês, língua oficial, é usada no ensino, na administração pública, na mídia e em contextos mais formais. Na música, especialmente na tradicional, há predominância do crioulo e há também farta literatura (Atipa, de Alfred Parépou, por exemplo, foi o primeiro romance escrito em crioulo, em 1885). Atualmente, há programas de rádio e televisão em crioulo, mas nas mídias em geral (incluindo jornalismo e internet) o francês é idioma principal.

## Ortografia

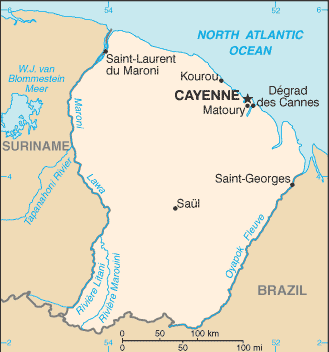
Guiana Francesa, origem do crioulo

O crioulo da Guiana Francesa usa naturalmente o alfabeto latino na sua forma usada pelas língua francesa com algumas exceções. 'Q' e 'X' são substituídos por  'k' e 'z' respectivamente, embora existam no alfabeto para palavras de origem estrangeira. A letra 'C' é somente usada para formar o dígrafo 'ch”, que tem o som /ʃ/ (Ex.: a palavra para cavalo é chouval, similar ao termo do francês padrão cheval.) Em outros casos o 'C' é substituído por  'k' que tem o som  /k/ ou por d 's', quando o som é /s/. O 'h' mudo diante de vogal não é usado nunca, de forma diversa do que no francês padrão, onde a letra permanece por razões etimológicas.
O alfabeto não apresenta o œ da língua francesa. Além do Ch apresenta os dígrafos Dj, Ng e Tj. Usa extensivamente as vogais acentuadas é, è, ò mais os ditongos oi e ou.

## Fonologia
O crioulo da Guina Francesa difere em termos de fonologia do francês padrão:
- A letra  'j' (/ʒ) é pronunciada /z/
- Não há o som /y/ que é substituído pela escrita 'i' com pronúncia /iː/ . Exemplo: a palavra 'usé' do francês padrão é escrita  'isé.'
- O dígrafo /wɑ/ é pronunciado /ɔ/: 'moi' (mim) é pronunciado /mɔ/.
- A língua não apresenta sons 'róticos' (típicos do R francês) nem vogais com som anasalado. Assim, todos sons R e vogais nasais são eliminadas em palavras de origem estrangeira (inclusive francesa). Exemplo: Bonjour, pronúncia /bɔ̃ʒuːʁ/ em francês, é simplificada para /bonzu/ (escrita e pronúncia).

## Gramática
Como outros crioulos, o crioulo da Guiana Francesa possui estrutura oracional sujeito-verbo-objeto. A gramática do crioulo diverge consideravelmente da gramática da língua francesa, uma vez que a principal influência do substrato é de línguas oeste-africanas. 

### Artigo
Em crioulo há três artigos: dois definidos (a, para o singular; ya, para o plural) e um indefinido singular (roun), os quais não se flexionam em gênero. A e ya apresentam as formas an e yan quando o nome ao qual se referem terminam em "n" ou "m". Os artigos definidos são pospostos, ligados ao nome por um hífen; roun, ao contrário, é anteposto. Não há termo equivalente a artigo indefinido plural.
|                     | Crioulo | Francês    | Português |
| ------------------- | ------- | ---------- | --------- |
| Definido Singular   | a/an    | le, la, l' | o, a      |
| Definido Plural     | ya/yan  | les        | os, as    |
| Indefinido Singular | roun    | un, une    | um, uma   |

Exemplos:
- Lavi-a chanjé bokou! (A vida mudou muito)
- Timoun-an té ka joué la. (A criança brincava aqui)
- Mo wè bèt-ya ka gadé mo. (Eu vi os animais me olhando)
- Fanm-yan to ka sasé ja pati. (As mulheres que você procura já partiram)
- Mo palé ké roun moun. (Eu falei com uma pessoa)
- Manman k'achté liv bay mo. (A mamãe está comprando [uns] livros para mim)[6]

### Pronomes

#### Pronomes Pessoais[7]
Os pronomes pessoais, seja sujeito ou objeto, são quase idênticos em crioulo, salvo para a terceira pessoa do singular. A diferença sintática é dada pela posição na frase e pelo contexto: os pronomes com função de sujeito aparecem obrigatoriamente antes do verbo; com função de objeto, depois. 
| Sujeito                     | Objeto                    | Português          |
| --------------------------- | ------------------------- | ------------------ |
| Mo                          | Mo                        | Eu, me, mim        |
| To (informal) Ou (formal)   | To, Ou                    | Tu, te, ti, você   |
| I (masculino) Li (Feminino) | Li (masculino e feminino) | ele, ela, o, a     |
| Nou                         | Nou                       | nós, nos           |
| Zòt                         | Zòt                       | Vós, vocês, vos    |
| Yé (masculino e feminino)   | Yé (masculino e feminino) | eles, elas, os, as |

Exemplos:
- Mo k'alé a laplaj (Eu estou indo à praia)
- Yé palé nou ki li mouri (Ele nos falou que ela morreu).
- Kikoté to fika? (Onde você está?)
- Mo ké lésé lajan-an bay zòt (Eu deixarei o dinheiro para vocês)
- Ou ja rivé? (Você já chegou?)

#### Pronomes Possessivos[8]
Os pronomes possessivos são idênticas às formas dos pronomes pessoais, com exceção da terceira pessoa do singular:
| Pronomes Possessivos | Português                |
| -------------------- | ------------------------ |
| Mo                   | Meu, minha               |
| To/Ou                | Teu, tua                 |
| So                   | Seu, sua, dele, dela     |
| Nou                  | nosso, nossa             |
| Zòt                  | vosso, vossa             |
| Yé                   | seus, suas, deles, delas |

Exemplos:
- Mo kaz (Minha casa).
- Nou lékòl bèl (Nossa escola é bonita).
- Zòt péyi a roun gran péyi (Vosso país/o país de vocês é um grande país).

Como demonstrado, o possessivo em crioulo da Guiana Francesa é anteposto ao nome, ao contrário do que acontece nos outros crioulos do Caribe:
- Crioulo da Guiana Francesa: Mo liv
- Crioulo haitiano: Liv mwen
- Crioulo da Martinica: Liv mwen
- Crioulo de Guadalupe: Liv an mwen
- Português: Meu livro.

Também é possível formar adicionar o morfema -pa ao final do pronome para substituir um nome anteriormente citado no discurso:
- Mo kaz blan, topa jenn. (Minha casa é branca, a tua [casa] é amarela).
- A tjika aprann so lanng, mé a rèd aprann zòtpa (É fácil aprender a língua dele, mas é difícil aprender a [língua] de vocês).

## Exemplos
| Crioulo da Guiana Francesa (IPA)             | Francês da França         | Português             |
| -------------------------------------------- | ------------------------- | --------------------- |
| Bonjou /bonzu/                               | Bonjour                   | Olá, Bom dia          |
| Souplé /suː plɛ/                             | S'il vous plaît           | Por favor             |
| Mèsi /mɛsi/                                  | Merci                     | Obrigado              |
| Mo /mɔ/                                      | Moi, me, je               | Eu, me, mim           |
| To /tɔ/                                      | Toi, te, tu               | Tu, te, ti            |
| Li /li/                                      | Lui, le, il               | Ele, ela, lhe, si     |
| Roun /ruːn/                                  | Un, une                   | Um, Uma               |
| Eskuzé mo /esˈkuːzɛ mɔ/                      | Excusez-moi               | Desculpe, perdão      |
| Lapli ka tombe /laˈpliː ka tomb/             | Il pleut                  | Está chovendo         |
| Jod-la a roun bel jou /zodˈla a ruːn bel zu/ | Aujourd'hui, il fait beau | Hoje é um belo dia    |
| Sa to fé? /sa tɔ fɛ/                         | (Comment) ça va?          | Como vai você?        |
| Anne a mo manman /an a mɔ ˈmanman/           | Anne est ma mère          | Anne é minha mãe      |
| Andy a to frè /andi a tɔ frɛ/                | Andy est ton frère        | Andy é teu irmão      |
| Li ka alé a laplaj /li ka alɛ a laˈplaz/     | Il va aller à la plage    | Ele está indo à praia |
| Mo pa mélé                                   | Je m'en moque             | Eu não me importo     |

## Amostra de texto 1 - Artigo 1º da Declaração Universal dos Direitos Humanos
| Crioulo | Francês | Português |
| --- | --- | --- |
| Tout moun-yan ka nèt lib ké égal annan dinyité ké drwè. Yé gen rézon ké konsyans ké yé divèt fè roun bay ròt ké lèspri fraténité. | Tous les êtres humains naissent libres et égaux en dignité et en droits. Ils sont doués de raison et de conscience et doivent agir les uns envers les autres dans un esprit de fraternité. | Todos os seres humanos nascem livres e iguais em dignidade e direitos. São dotados de razão e consciência e devem agir em relação uns aos outros com espírito de fraternidade. |